# Акулово (Владимирская область)
Акулово — деревня в Киржачском районе Владимирской области России, входит в состав Кипревского сельского поселения.

## География
Деревня расположена в 25 км на юг от центра поселения деревни Кипрево и в 14 км на юг от райцентра города Киржач.

## История
Деревня впервые упоминается в сотной выписи 1562 года, в ней значилось 6 дворов крестьянских.
Деревня называлась «Окулова» на картах А. И. Менде XIX века.
В XIX — начале XX века деревня входила в состав Лукьянцевской волости Покровского уезда, с 1926 года — в составе Киржачской волости Александровского уезда. В 1859 году в деревне числилось 53 двора, в 1905 году — 96 дворов, в 1926 году — 128 дворов.
С 1929 года деревня являлась центром Акуловского сельсовета Киржачского района, с 1954 года — в составе Новоселовского сельсовета, с 2005 года — в составе Кипревского сельского поселения.

## Население
| 1859 | 1905 | 1926 | 2002 | 2010 | 2021 |
| ---- | ---- | ---- | ---- | ---- | ---- |
| 322  | ↗478 | ↗596 | ↘34  | ↘30  | ↘29  |